# 国際ラグビー殿堂
国際ラグビー殿堂（International Rugby Hall of Fame）は、ラグビーユニオン界において多大なる功績を上げたものに贈られる称号。1997年から2007年まで2年に1度殿堂入り人物が選ばれていた。2014年にワールドラグビー殿堂に統合された。

## 1997年
- セルジュ・ブランコ
- ダニー・クラヴェン
- フリック・デュプリーズ
- ガレス・エドワーズ
- マーク・エラ
- マイク・ギブソン
- バリー・ジョン
- ウィリー・ジョン・マクブライド
- コーリン・ミーズ
- クリフ・モーガン
- ジョージ・ニピア
- トニー・オレイリー
- ウーゴ・ポルタ
- ジャン・ピエール・リーヴ
- J・P・R・ウィリアムズ

## 1999年
- ガーランド・デイヴィス
- モーネ・デュ・プレシス
- ニック・ファー・ジョーンズ
- アンディ・アーヴァイン
- カーウィン・ジェームズ
- ジャック・カイル
- ブライアン・ロホア
- フィリップ・セラ
- ウェーヴェル・ウェークフィールド
- ウィルソン・ウィネレイ

## 2001年
- ゴードン・ブラウン
- デイヴィッド・キャンピージ
- ケン・キャッチポール
- ドン・クラーク
- マーヴィン・デイヴィス
- ショーン・フィッツパトリック
- マイケル・ライナー
- ビル・マクラーレン (評論家)
- ヘニー・マラー
- ジェーン・プラット

## 2003年
- ビル・ボーモント
- ギャビン・ヘイスティングス
- ティム・ホーラン
- マイケル・ジョーンズ
- イアン・カークパトリック
- ジョン・カーワン
- ジョ・マソ
- シド・ミラー

## 2005年
- フレッド・アレン (コーチ)
- フィル・ベネット
- アンドレ・ボニファス
- ナース・ボタ
- ジョン・イールズ
- グラント・フォックス
- デイブ・ギャラハー
- マーティン・ジョンソン
- イアン・マクギーチャン (コーチ)
- グウィン・ニコルズ
- フランソワ・ピナール
- ケイス・ウッド

## 2007年
- エヴァン・エヴァンス
- ダニー・ガーバー
- トム・キアーナン
- ジェイソン・レオナルド
- ジョナ・ロムー
- テリー・マクレアン (記者)
- グラハム・モーリー
- バニー・オスラー
- ファーガス・スラッテリー
- ユースト・ファン・デル・ヴェストハイゼン